# Crucihammus grossepunctatus
Crucihammus grossepunctatus är en skalbaggsart som först beskrevs av Stefan von Breuning 1964.  Crucihammus grossepunctatus ingår i släktet Crucihammus och familjen långhorningar.
Artens utbredningsområde är Laos. Inga underarter finns listade i Catalogue of Life.